# Hsieh Sheng-feng
Hsieh Sheng-feng, född 19 juni 1978, är en taiwanesisk bågskytt. Han deltog vid olympiska sommarspelen 1996.